# Volker Hassemer

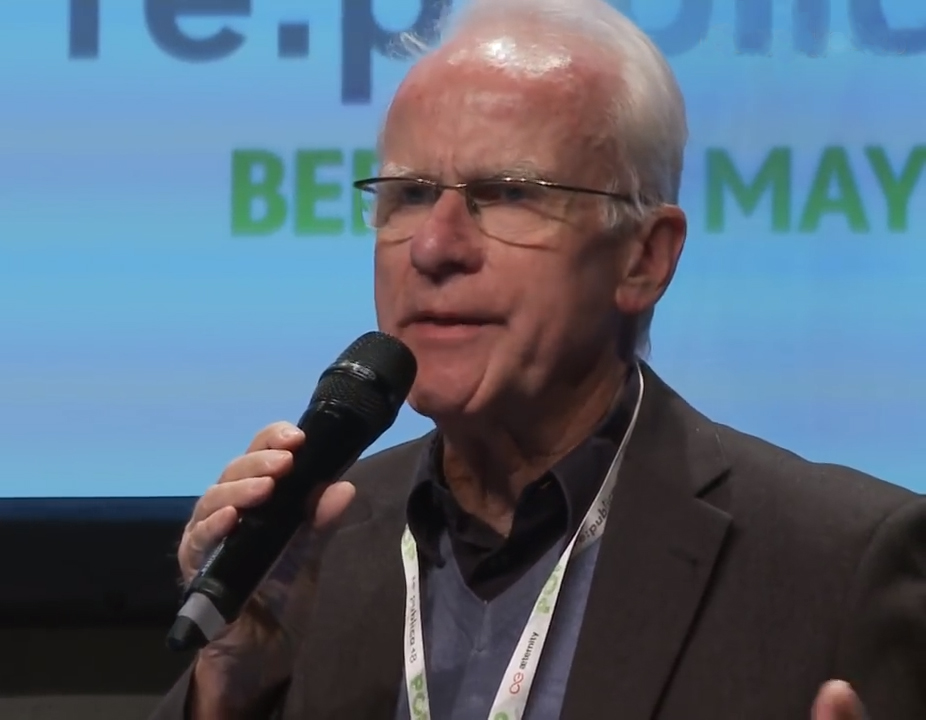
Volker Hassemer (2018)

Volker Hassemer (* 20. Januar 1944 in Metz) ist ein ehemaliger deutscher CDU-Politiker. Sein älterer Bruder Winfried Hassemer war Strafrechtswissenschaftler und Vizepräsident des Bundesverfassungsgerichts.

## Leben und Ausbildung
Volker Hassemer stammt aus einer rheinhessischen Familie. Sein Vater war 1933 für knapp drei Wochen im KZ Osthofen interniert. Seine beiden Brüder Winfried Hassemer und Raimund Hassemer studierten ebenfalls Rechts- und Strafrechtswissenschaften.
Nach dem Studium der Rechtswissenschaften, nach dessen Abschluss 1967 seine Promotion folgte, arbeitete er bis zum Jahr 1981 als Leiter der Gruppe „Umweltplanung“ im Umweltbundesamt.

## Politik
1979, 1981 und 1985 sowie erneut 1990 wurde Volker Hassemer in das Abgeordnetenhaus von Berlin gewählt.
Nach dem Wahlsieg Richard von Weizsäckers wurde Hassemer am 11. Juni 1981 zum Senator für Stadtentwicklung und Umweltschutz berufen. Nach dem Eintritt der FDP in die Berliner Landesregierung im Januar 1983 wechselte er ins Ressort für kulturelle Angelegenheiten. Aus diesem Amt schied er mit der Wahlniederlage Eberhard Diepgens am 16. März 1989 aus.
Nach den ersten Gesamtberliner Wahlen im Dezember 1990 und der Rückkehr Diepgens ins Bürgermeisteramt übernahm Hassemer 1991 wieder das Amt als Senator für Stadtentwicklung und Umweltschutz. In diesem Amt verblieb er bis 1996. Gegen den erheblichen Widerstand der PDS setzte er den Abriss des Lenindenkmals am Platz der Vereinten Nationen durch.
Nach seinem Ausscheiden aus dem Senat war er von 1996 bis 2002 als Geschäftsführer von „Partner für Berlin“ tätig. Weiterhin ist er Mitinitiator der Initiative A Soul for Europe und Vorsitzender von deren Geschäftsführung. 2006 hat er mit Dieter Rosenkranz die Stiftung Zukunft Berlin gegründet und war bis 2021 ihr langjähriger Vorstandsvorsitzender.

## Weitere Ämter
Volker Hassemer ist Mitglied des Kuratoriums der Freunde der Antike auf der Museumsinsel Berlin und des Kuratoriums der brandenburgischen Landesgartenschau 2009 in Oranienburg.

## Auszeichnungen
2002 erhielt Hassemer den Verdienstorden des Landes Berlin. Im selben Jahr erhielt er die Berlinale Kamera.